# К сирмийской вилле
«К сирмийской вилле» — условное название стихотворения римского поэта Гая Валерия Катулла, включённого в состав посмертного сборника («Книги Катулла Веронского») под номером 31 и написанного в 56 году до н. э. Здесь автор, только что вернувшийся домой из Вифинии, обращается к своей вилле, расположенной на мысе Сирмион на южном берегу Бенакского озера, и рассказывает о том, какое это блаженство — после странствий прийти «к своему Лару».